# 上宝村立栃尾中学校
上宝村立栃尾中学校（かみたからそんりつ とちおちゅうがっこう）は、岐阜県吉城郡上宝村（現・高山市）に存在した公立中学校。

## 概要
- 上宝村南東部の中学校であり、栃尾小学校と同じ校区であった。2004年、本郷中学校と統合し、北稜中学校の新設により廃校。
- 跡地は奥飛騨栃尾屋内運動場[1]となっている。

## 沿革
ここでは、栃尾中学校に統合された中学校についても記述する。
- 1947年（昭和22年）4月 - 上宝村立第二中学校として開校。第二小学校に併設。中尾分校、平湯分校を設置。
- 1954年（昭和29年）4月 - 平湯分校が独立し、平湯中学校となる。
- 1959年（昭和34年）4月 - 上宝第二小学校との併設を解消し独立校となる。同時に上宝村立栃尾中学校に改称する。
- 1968年（昭和43年）4月 - 平湯中学校を統合。
- 1969年（昭和44年） - 新築移転。
- 1979年（昭和54年）8月22日 - 洞谷で発生した土石流災害により敷地内に土砂が流入[2]。
- 2004年（平成16年）3月 - 統合により、廃校。

## 中尾分校
- 1947年に上宝村立栃尾中学校中尾分校として設置。第二小学校中尾分校[注釈 2]に併設されていた。
- 1970年3月廃校。